# Eddy Cilìa
Salvatore Cilìa, detto Eddy (Torino, 1961), è un critico musicale e blogger italiano.
Ha collaborato a molte delle principali riviste di settore, contribuito ad alcune opere enciclopediche, pubblicato numerosi volumi in proprio e offerto opera di consulenza per il terzo canale radiofonico della Rai.

## Percorso professionale
Ha cominciato a occuparsi di musica ventunenne. Dal febbraio 1983 al settembre 1988 ha scritto per il mensile Il Mucchio Selvaggio, contribuendo anche al supplemento Subway. Nell'estate del 1988 ha fondato, con Federico Guglielmi e Maurizio Bianchini, il mensile Velvet. Percorsi di altro rock, cinema e cultura, di cui è stato redattore dall'ottobre 1988 alla chiusura nel giugno 1992. Fra il 1994 e il 1996 è stato una delle firme di punta del mensile Dynamo!. Dal novembre 1995 al luglio 1999 ha collaborato al mensile Rumore. Nel marzo 1997 ha contribuito alla trasformazione di Blow Up da fanzine a giornale, prima distribuito solo in abbonamento, quindi in edicola con cadenza bimestrale e infine pubblicato mensilmente. La collaborazione continua a tutt'oggi, così come quella, iniziata nell'aprile 1996, al mensile di musica e alta fedeltà Audio Review.
Sempre negli anni '90 ha pubblicato articoli monografici e recensioni sui mensili Dance Music Magazine e Tank Girl e sui bimestrali Satisfaction, Extreme Pulp, Trance e Bassa Fedeltà. Dal 1999 al 2004 ha diretto il sito dinamotorino.it. Fra il 2009 e il 2011 ha scritto per il trimestrale Mondomix.
Le sue esperienze radiofoniche includono una permanenza di due anni, dal 1996 al 1998, a Radio Flash, una delle principali emittenti torinesi, e l'opera di consulenza svolta dal 2006 al 2011 per Radio 3 Rai.
Rientrato nel novembre 1999 all'allora settimanale Il Mucchio, ne è rimasto redattore pure dopo il ritorno alla periodicità mensile, fino al dicembre 2012. Dal 2001 e sempre fino al 2012 è stato redattore anche del trimestrale (e poi semestrale) Extra, edito dalla medesima società editrice, la cooperativa romana Stemax. Dimessosi da entrambi i giornali, ha poi contestato pubblicamente l'uso dei contributi statali per l'editoria da parte della suddetta cooperativa.
Nel dicembre 2011 ha inaugurato un blog, Venerato Maestro Oppure, che è stato premiato nel 2013 e nel 2015 con la Targa Mei Musicletter, assegnata nell'ambito del Meeting delle Etichette Indipendenti, quale migliore blog personale italiano di informazione musicale.

## Opere
- Velvet Underground. Arcana, 1990 (curatela e traduzione).
- Eric Clapton. Arcana, 1991 (curatela e traduzione).
- R.E.M.. Arcana, 1992 (curatela e traduzione).
- New Wave. Apache, 1995; con Federico Guglielmi.
- Cure - Avventure immaginarie. Giunti, 1996.
- R.E.M. - Sogni profondi. Giunti, 1997.
- Bruce Springsteen - Strade di fuoco. Giunti, 1998.
- Smashing Pumpkins – Il mondo è un vampiro. Giunti, 1998.
- Grunge, collana “Atlanti musicali”. Giunti, 1999.
- Post rock e oltre – Introduzione alle musiche del 2000. Giunti, 1999; con Stefano Isidoro Bianchi.
- Rock: 500 dischi fondamentali. Giunti, 2002; con Federico Guglielmi.
- Soul e rhythm & blues – I classici, collana “Atlanti musicali”. Giunti, 2004.
- Scritti nell'anima – Storie di soul, di blues, di jazz. Tuttle Edizioni, 2007.
- Le radici e le ali - Gang. collana "Rock italiano: i grandi album". Stemax, 2010.
- Rock: 1000 dischi fondamentali. Giunti, 2012; con Federico Guglielmi.
- Neil Young – Come un uragano: interviste sulla vita e la musica. Minimum Fax, 2015 (curatela e introduzione).
- James Brown - Nero e fiero! Vololibero, 2017.
- Rock: 1000 dischi fondamentali più cento dischi di culto. Giunti, 2019; con Federico Guglielmi.
- Venerato Maestro Oppure - Percorsi nel rock 1994-2015. Hip & Pop, 2020.
- Extraordinaire 1 - Di musiche e vite fuori dal comune. Hip & Pop, 2020.
- Super Bad! - Storie di soul, blues, jazz e hip hop. Hip & Pop, 2021.
- Extraordinaire 2 - Di musiche e vite fuori dal comune. Hip & Pop, 2022.

## Contributi bibliografici
- Enciclopedia della musica rock Vol. 2 / Anni '70. Giunti, 1998.
- Storia della musica psichedelica italiana. Menhir Libri, 1998.
- Enciclopedia della musica rock Vol. 3 / Anni '80. Giunti, 2000.
- Grande Enciclopedia del Rock. Giunti, 2002.
- 1969 – Da Abbey Road a Woodstock. Giunti, 2009.
- Prince – Schiavo del ritmo. Odoya, 2011.
- The Cure – Tutti gli album. Il Castello, 2022.